# Mathilde Froustey
Scènes principales
San Francisco War Memorial Opera House
Opéra national de Paris
Mathilde Froustey est une danseuse française, née le 8 juin 1985 à Bordeaux.
Elle est sujet du ballet de l'Opéra national de Paris de 2002 jusqu'à la saison 2012-2013, puis devient principal dancer, l’équivalent de danseuse Étoile dans les compagnies étrangères, au San Francisco Ballet,.
En 2023, elle est nommée danseuse étoile du ballet de l'Opéra national de Bordeaux.

## Les débuts
En 1994, à l'âge de neuf ans, Mathilde Froustey commence la danse à Dax, dans les ⁣⁣Landes⁣⁣, puis en 1998 rejoint l'École nationale supérieure de danse de Marseille et en 1999, elle entre en troisième division à l'École de danse de l'Opéra de Paris, comme élève payante.

## Corps du ballet de l'Opéra de Paris

### Engagée en tant que stagiaire
Lors du spectacle de fin d'études, Mathilde Froustey interprète Lise dans La Fille mal gardée, et présente au concours d'admission dans le corps de ballet une variation de Minkus tirée du grand pas de Paquita.
Après une scolarité qui lui permet d'être l'une des dernières élèves de Christiane Vlassi, elle est engagée dans la compagnie de l'Opéra de Paris en 2002.
Mathilde Froustey travaille pendant de nombreuses années avec Noëlla Pontois et Guillaume Charlot. En 2003, elle passe coryphée avec une autre variation tirée de Paquita.

### Promue sujet
Mathilde Froustey est promue sujet à l'issue du concours interne de promotion 2005, pour lequel elle présente des extraits de Raymonda et de La Bayadère.

### Sur scène
En 2002, sa première année au sein de la compagnie, elle est repérée par Iouri Grigorovitch en personne, venu à Paris avec sa femme Natalia Bessmertnova pour y remonter son ballet Ivan le Terrible (ru). Elle est sélectionnée par le chorégraphe pour danser le rôle d'Anastasia dans sa production, présentée à l'Opéra Garnier lors de la saison 2003-2004. En 2005, elle est invitée par Iouri Grigorovitch à interpréter ce rôle au Théâtre Mariinsky à Saint-Pétersbourg, aux côtés du Ballet du Kremlin.
En 2004, elle remporte la médaille d'or du prestigieux Concours de Varna, dans la catégorie senior. La même année, elle se voit remettre le Prix public de l'AROP.
En 2007, Mathilde Froustey recevra le prix Ballet 2000.
À partir de 2006, elle fait partie du groupe Troisième étage, fondé par Samuel Murez et regroupant les danseurs de l'Opéra de Paris, notamment Muriel Zusperreguy, Josua Hoffalt, Ludmila Pagliero ou encore Florian Magnenet.

### Échec aux concours annuels
Dans l'opinion publique, Mathilde Froustey passe depuis longtemps pour une danseuse étoile,, qui a interprété sur la scène du Palais Garnier des premiers rôles importants comme Kitri dans Don Quichotte, le rôle-titre dans Giselle, Clara dans Casse-Noisette ou Lise dans La Fille mal gardée avec grand succès, mais échoue aux concours internes de promotion du ballet de l'Opéra national de Paris depuis 2006,
Par conséquent, Mathilde Froustey n'est pas promue ni première danseuse, ni étoile, conformément aux règles du ballet de l'Opéra national de Paris.

## Étoile du San Francisco Ballet
À la mi-juin 2013, Mathilde Froustey annonce avoir pris un congé sabbatique d'un an pour intégrer le San Francisco Ballet (SFB), en tant que principal danser, l'équivalent de danseuse étoile, pour la saison 2013/2014.
Plusieurs entretiens qu'elle réalise avant de quitter la France permettent de saisir précisément les motivations d'une décision plutôt rare au sein de la compagnie de l'Opéra National de Paris,.

### Départ pour l'Amérique
Mathilde Froustey quitte le ballet de l'Opéra national de Paris le 1er juillet 2013 : « Promue première danseuse, je serais tout de même partie. »
Elle considère le San Franciso Ballet comme beaucoup plus classique et français que l'American Ballet Theatre ou le New York City Ballet.
La dernière semaine de la saison 2013-2014, Mathilde Froustey danse neuf spectacles, deux spectacles à chaque fois. Elle danse donc dix-huit ballets en une semaine.

### En tournée au Japon avec le Ballet de l'Opéra de Paris
Le 21 février 2014, un accord est trouvé entre Brigitte Lefèvre, à l'époque directrice du ballet de l'Opéra de Paris, et Helgi Tomasson, directeur artistique du San Francisco Ballet, afin que Mathilde Froustey puisse de nouveau danser avec le Ballet de l'Opéra de Paris, en tant qu'étoile invitée,.
Lors de la tournée du Ballet de l'Opéra national de Paris au Japon, entre 13 et 23 mars 2014, Mathilde Froustey interprète le rôle de Kitri dans Don Quichotte aux côtés de Mathias Heymann, remplaçant après quinze jours de répétition seulement, la danseuse étoile Myriam Ould-Braham, victime d'une blessure.
Le 4 septembre 2015, Mathilde Froustey annonce sur sa page Facebook et son compte Twitter qu'elle a décidé de poursuivre sa carrière au San Francisco Ballet en tant que Principal Dancer. Elle n'est plus sujet du ballet de l'Opéra de Paris.

### Rôles principaux en tant que Principal Dancer
Dans la Saison 2014-2015, Mathilde Froustey interprète au sein du San Francisco Ballet les rôles de Kitri dans Don Quichotte et Juliette dans Roméo et Juliette et reprend Giselle. En outre, elle est distribuée dans la Shostakovich Trilogy de Alexeï Ratmansky.

## Étoile du ballet de l'Opéra national de Bordeaux
En 2023, Mathilde Froustey est nommée danseuse étoile du ballet de l'Opéra national de Bordeaux.

## Récompenses
- 2004 : Concours de Varna (médaille d'or) avec Josua Hoffalt[14]
- 2004 : Prix de l'AROP
- 2007 : Prix Ballet 2000
- 2013 : Prix Danza e Danza en Italie
- 2015 : Prix de Danse Isadora Duncan pour l'interpretation de Giselle with Tiit Helimets

## Répertoire
- Onéguine : Olga
- Le Lac des cygnes : un petit Cygne, Pas de trois, Soliste napolitaine
- La Fille mal gardée : Lise
- Ivan le Terrible : Anastasia
- Don Quichotte : Kitri, une amie de Kitri, Cupidon
- La Sylphide : Pas de deux des Écossais
- Cendrillon : Soliste Printemps, les trois chinoises
- Proust ou les intermittences du cœur : Gilberte, Pas de deux en blanc
- Coppélia : Swanilda, une amie de Swanilda
- Casse-noisette : Clara, un Flocon, la Pastorale
- Raymonda : Henriette, Clémence, Soliste espagnole
- La Dame aux camélias : Olympia, une courtisane
- Paquita : Pas de trois
- Suite en Blanc : Pas de trois (sfb), Pas de cinq
- Giselle : Giselle, Pas de deux des Paysans, une Wili
- La Belle au bois dormant : Fée canari, Chatte blanche
- La Bayadère : Gamzatti, Danseuse Manou, soliste Djampo, Pas d'action, une Ombre
- Le Concert : la Ballerine
- Phèdre : Aricie
- Sérénade : Soliste "Jumping girl"

## Filmographie
Ballets
- Proust ou les intermittences du cœur (Gilberte), avec Eleonora Abbagnato, Hervé Moreau, Manuel Legris, Mathieu Ganio, Stéphane Bullion et les danseurs de l'Opéra de Paris

Documentaires
- À l'école des étoiles de Jérôme Laperrousaz, 2002
- La Danse, le ballet de l'Opéra de Paris de Frederick Wiseman, tourné lors de la saison 2007-2008
- Mathilde Froustey, étoile vagabonde de Laurene Mainguy et Yvan Ratvarivelo, 2018, 23:29 min